# Mozart (sistema de programação)
O Sistema de Programação Mozart é uma implementação em multiplataforma da linguagem de programação Oz. Foi desenvolvido por um grupo internacional, o Mozart Consortium, constituido pela Universidade de Saarland, pela Instituto Sueco de Ciências da Computação, e pela Universidade Católica de Louvain.
O sistema Mozart sobressai na criação de aplicações distríbuidas e concorrentes, devido a permitir a criação de uma network totalmente transparente. Tem suporte a aplicações Graphical User Interface (GUI), através da integração Tcl/Tk, pois permite correr aplicações numa máquina virtual, desenvolvendo-as uma vez e correndo-as em diversas plataformas.
Uma das desvantagens do compilador do Mozart é o fato de ter um tempo de execução elevado. Este tempo é cerca de 50 vezes mais lento que o compilador gcc para a linguagem C.